# Critical legal studies
Critical legal studies (englisch: kritische Rechtslehre) wird eine Bewegung in der Rechtsphilosophie/Rechtstheorie bzw. Rechtssoziologie genannt, die mit den Methoden der Kritischen Theorie der Frankfurter Schule vergleichbare Ansätze auf das Rechtssystem anwendet. CLS und Crit sind Abkürzungen, die informell verwendet werden, um sich auf die Bewegung und ihre Anhänger zu beziehen.

## Geschichte
Obwohl die informellen Ursprünge der Critical legal studies wahrscheinlich bis in die 1960er-Jahre zurückverfolgt werden können, kristallisierte sich die Bewegung  1977 bei einer Konferenz an der University of Wisconsin–Madison heraus. Viele Vertreter der Bewegung traten in den späten 1960er- und 1970er-Jahren in die amerikanischen law schools ein und wandten dort Ideen von  Karl Marx, Herbert Marcuse, Theodor Adorno und anderen auf das Studium des Rechts an. Die  Critical-legal-studies-Bewegung blühte in den USA in den 1980er-Jahren. Ihr Einfluss als eigenständige, sich selbst als solche identifizierende Bewegung ging seit den frühen 1990er-Jahren wieder zurück.

## Ideen
Obwohl die Critical legal studies, wie die meisten Denkrichtungen, kein monolithischer Block sind, lassen sich einige für ihre Anhänger charakteristische Ideen unterscheiden. Dazu gehören:
- Die Idee, dass das geschriebene Recht nicht notwendig den Ausgang von Gerichtsverfahren bestimmt, was Anlass zu der so genannten Indeterminacy debate in legal theory ist bzw. war;
- Die Idee, dass juristische Regeln und Institutionen mit der Erhaltung von Macht und Reichtum verbunden sind und daher die Armen und Unterdrückten, besonders die Arbeiterklasse, Frauen, Homosexuelle und nicht-weiße Menschen benachteiligen.
- Die Idee, dass die Struktur der juristischen Regeln fundamentale Gegensätze zwischen egoistischen Interessen und Altruismus widerspiegeln.

## Kritik
Viele konservative und liberale Rechtswissenschaftler stehen der Critical-legal-studies-Bewegung sehr kritisch gegenüber. Konservative Kritiker argumentieren dahingehend, dass der radikale Charakter der Bewegung mit den Zielen der juristischen Ausbildung unvereinbar sei. Linke Kritiker sehen das Problem eher in einer zunehmenden Verwässerung der ursprünglich durchaus radikale Elemente beinhaltenden Bewegung.

## Einfluss
Viele der mit den Critical legal studies verbundenen Ideen beeinflussen weiterhin die Rechtswissenschaft in den USA. Verwandte Denkrichtungen, wie die Feministische Rechtstheorie und die Critical Race Theory, spielen weiterhin eine bedeutsame Rolle in der Rechtswissenschaft.